# Vector Graphics MZ
Vector Graphics MZ (MZ) је професионални рачунар фирме Vector Graphics који је почео да се производи у САД током 1979. године.
Користио је Z80A микропроцесорску јединицу а RAM меморија рачунара је имала капацитет од 48 KB. 
Као оперативни систем кориштен је CP/M.

## Детаљни подаци
Детаљнији подаци о рачунару MZ су дати у табели испод.
|                       |                                                         |
| [ 1 ]                 |                                                         |
| Произвођач            |                                                         |
| Тип                   | професионални рачунар                                   |
| Меморија              | 48 KB                                                   |
| Поријекло             | Сједињене Америчке Државе                               |
| Година                | 1979                                                    |
| Тастатура             | пуни помак тастера, 72 тастера са нумеричком тастатуром |
| Процесор              |                                                         |
| Фреквенција процесора | 4                                                       |
| RAM                   | 48 KB                                                   |
| ROM                   | 4 (монитор)                                             |
| Текст                 | 80 знакова x 25 линија                                  |
| Графика               | нема                                                    |
| Боја                  | једна боја                                              |
| Звук                  | мали звучник                                            |
| Димензије             | 132 (ширина) x 267 (дубина) x 244 (висина)              |
| Портови               |                                                         |
| Оперативни систем     |                                                         |